# Zapalenie stawów
Zapalenie stawów – grupa schorzeń (według ICD-10 M00-M25), w których dochodzi do uszkodzenia stawów. 
Zapalenie stawów jest główną przyczyną prowadzącą do kalectwa u ludzi powyżej 55. roku życia.

## Typy zapaleń stawów
Pierwotne postacie zapaleń stawów:
- choroba zwyrodnieniowa stawów
- reumatoidalne zapalenie stawów
- bakteryjne zapalenie stawów
- dna i dna rzekoma
- młodzieńcze idiopatyczne zapalenie stawów
- choroba Stilla
- zesztywniające zapalenie stawów kręgosłupa

Wtórne do innych chorób:
- toczeń rumieniowaty układowy
- zapalenie naczyń związane z IgA
- łuszczycowe zapalenie stawów
- reaktywne zapalenie stawów (zespół Reitera)
- hemochromatoza
- zapalenie wątroby
- ziarniniakowatość z zapaleniem naczyń (i wiele innych zespołów z zapaleniem naczyń)
- rodzinna gorączka śródziemnomorska
- nieswoiste zapalenia jelit (w tym choroba Leśniowskiego-Crohna i wrzodziejące zapalenie jelita grubego)

## Znaczenie diety
Nie istnieje specjalna dieta dla zapaleń stawów. U niewielkiej liczby chorych ma znaczenie nadwrażliwość pokarmowa, która może powodować pogorszenie objawów lub je wywoływać. Zalecana jest dieta z niską zawartością nasyconych kwasów tłuszczowych, które mogą nasilić stan zapalny.